# Lương Bằng Quang
Lương Bằng Quang (sinh ngày 28 tháng 1 năm 1982) là một nam nhạc sĩ, ca sĩ kiêm nhà sản xuất thu âm người Việt Nam.
Bắt đầu sự nghiệp của mình vào năm 2000, anh được biết đến sau khi liên tiếp giành giải Ca khúc được yêu thích do khán giả bình chọn trong hai số đầu tiên của chương trình Bài hát Việt với hai ca khúc do chính anh sáng tác và biểu diễn. Anh cũng từng ba lần giành giải Nhạc sĩ được yêu thích của giải Làn Sóng Xanh.

## Tiểu sử
Lương Bằng Quang sinh ngày 28 tháng 1 năm 1982 tại Thành phố Hồ Chí Minh, ba của anh, ông Lương Bằng Vinh là một nhạc sĩ, mẹ anh là một giáo viên âm nhạc. Gia đình sinh sống trong khuôn viên của Nhà hát Bến Thành, nên anh đã được tiếp xúc với âm nhạc từ năm 6 tuổi, dưới sự chỉ dạy của ba mẹ. Nhưng sau này ba mẹ anh đã ly hôn, Quang sống cùng với mẹ.
Năm 18 tuổi, Lương Bằng Quang sáng tác ca khúc đầu tay "Huyền thoại mẹ" và giành được giải 3 toàn quốc của cuộc thi Hát với đàn organ. Dù dạy Quang về âm nhạc nhưng ông Lương Bằng Vinh không muốn con trai đi theo nghề này, ông muốn Quang trở thành kỹ sư hoặc lập trình viên để có cuộc sống ổn định hơn. Khi đã theo học phát triển phần mềm tại Đại học Quốc gia Thành phố Hồ Chí Minh được 1 năm, Quang vẫn quyết tâm bỏ ngang để theo học âm nhạc.

## Sự nghiệp
Sau thời gian làm nhạc công rồi làm ca sĩ hộp đêm, Lương Bằng Quang gặp phải nhiều khó khăn đối với một ca sĩ trẻ nên năm 2002, anh chuyển sang sáng tác các ca khúc. Trong số các sáng tác đầu tay của anh có 3 ca khúc viết hưởng ứng SEA Games 22 được sử dụng trong buổi khai trương Nhà thi đấu Phú Thọ.
Năm 2004, Lương Bằng Quang đánh dấu tên tuổi của mình bằng giải thưởng Nhạc sĩ được yêu thích tại Giải thưởng Làn Sóng Xanh 2004 với ca khúc "Đôi chân thiên thần" do Lam Trường thể hiện. Đây là ca khúc mà Quang viết tặng người ba anh đăng bị bại liệt của mình. Cũng trong năm 2004, "Đôi chân thiên thần" cũng được Lam Trường dùng đặt cho liveshow của anh trong loạt chương trình Âm nhạc và những người bạn.
Tháng 1 năm 2005, album Lương Bằng Quang Vol.1 – Return của anh là sản phẩm đầu tiên được phát hành dạng Enhanced CD tại Việt Nam, với sự hợp tác của nhóm Underground Production với các thành viên Hoàng Nam và Hồng Hải.
Năm 2005, Lương Bằng Quang tham gia hai liveshow Bài hát Việt của Đài Truyền hình Việt Nam vào tháng 4 và tháng 5. Ban đầu, khi Ban tổ chức mời Quang tham gia với hai ca khúc trong buổi diễn đầu tiên, anh đã chọn "Đừng làm nỗi đau thêm dài" và "Đến khi cạn lời" do anh sáng tác. Nhưng đến phút cuối chỉ có "Đừng làm nỗi đau thêm dài" được duyệt biểu diễn, còn "Đến khi cạn lời" sau đó được xét lại và lên lịch vào tháng tiếp theo. Ca khúc "Đừng làm nỗi đau thêm dài" do anh biểu diễn đã đoạt giải thưởng Ca khúc được yêu thích do khán giả bình chọn trong Bài hát Việt tháng 4. Trong liveshow Bài hát Việt tháng 5, ca khúc "Đến khi cạn lời" cũng nhận được giải thưởng Ca khúc được yêu thích nhất tháng do khán giả bình chọn. Sau thành công của Return, Lương Bằng Quang cho biết album Vol.2 sẽ theo phong cách pop và Vol.3 sẽ theo alternative rock, hai album dự định được phát hành liên tiếp trong tháng 11 và 12 năm 2005, nhưng kế hoạch này mất hai năm mới dần dần được thực hiện.
Ngay sau khi "Đừng làm nỗi đau thêm dài" đạt giải Ca khúc được yêu thích trong chương trình Bài hát Việt tháng 4. Ca sĩ Thanh Lam đã có nhận xét chê bai tiêu cực về âm nhạc của Lương Bằng Quang, trong trường hợp này là "Đừng làm nỗi đau thêm dài", rằng: "nghe rợn người, không hiểu vì sao đoạt giải nhất Bài Hát Việt 2005". Sau ca khúc "Đôi chân thiên thần", năm 2006, Lương Bằng Quang một lần nữa giành giải Nhạc sĩ được yêu thích tại Giải thưởng Làn Sóng Xanh 2006 với ca khúc "Với anh em vẫn là cô bé" mà anh sáng tác cho Hồ Quỳnh Hương. Ca khúc này, Hồ Quỳnh Hương cũng chiến thắng hạng mục Nữ ca sĩ nhạc nhẹ của Giải Mai Vàng 2006. Sau thành công này Lương Bằng Quang hầu như không có thêm sáng tác hay tham gia các hoạt động nghệ thuật, anh tập trung vào công việc hòa âm - phối khí và mở lớp dạy thanh nhạc của riêng mình và phát hành MV. Năm 2008, Lương Bằng Quang cho biết sẽ ra mắt album thứ hai với tựa đề Đổi lấy một tình yêu, khi phát hành album được thay đổi tựa đề thành Touch. Trong cùng năm anh lần thứ 3 giành được giải Nhạc sĩ được yêu thích tại Giải thưởng Làn Sóng Xanh 2008.
Lương Bằng Quang từng góp cổ phần vào một công ty dịch vụ vệ sĩ - bảo vệ từ năm 2009 nhưng giữ bí mật về chuyện này. Điều này dẫn đến sự việc tháng 5 năm 2011, anh gây nhiều tranh cãi khi đi từ thiện cùng với sự vây quanh của 6 vệ sĩ.
Sau khoảng 10 vắng bóng, năm 2017 Lương Bằng Quang tham gia chương trình truyền hình Sao nối ngôi – một cuộc thi với các thí sinh là hậu duệ, truyền nhân của các nghệ sĩ thuột nhiều lĩnh vực nghệ thuật diễn xướng. Trong một tập của chương trình này Lương Bằng Quang bị đánh giá là ngạo mạn, vô lễ với bậc tiền bối. Quang đã chọn một ca khúc không hợp với chủ đề chương trình, tiết mục được giàn dựng tẻ nhạt, khi các thành viên ban giám khảo nhận xét và góp ý, Quang đã trả lời "Em thích và em muốn hát, em thích thì em làm". Câu trả lời và thái độ của anh khiến khán giả và ban giám khảo bất bình, Quang sau đó cũng phải lên tiếng xin lỗi.

## Đời tư
Từ năm 2009, Lương Bằng Quang có người bạn gái đầu tiên là Yaya Trương Nhi, năm 2015, họ tuyên bố chia tay, kết thúc tình cảm kéo dài 5 năm. Theo Quang lí do là cả hai cùng bận rộn, không còn thời gian quan tâm nhau, Quang cũng cho rằng anh chưa xứng đáng với người yêu và chưa bào đóng góp vào thành công của Trương Nhi. Về phía Trương Nhi, cô cho biết vì Quang không thể chấp nhận sự trưởng thành của cô, từ năm 2014, cô đã có những động thái úp mở về rạn nứt trong tình cảm của hai người.
Năm 2016, sau chia tay Trương Nhi, Lương Bằng Quang có người yêu tiếp theo là Ngân 98, sau nhiều lần né tránh các tin đồn, đến năm 2018 họ mới công nhận mối quan hệ tình cảm. Lương Bằng Quang và Ngân 98 vấp phải nhiều chỉ trích của xã hội, trong thời gian đầu tình cảm của hai người cũng gặp phải sự phản đối từ mẹ của Quang. Năm 2019, sau khi cùng tiến hành phẫu thuật thẩm mỹ, Quang và Ngân thông báo đã chia tay, Ngân cũng cho biết cô nghi ngờ có người thứ 3 xen vào, nhưng sau đó cả hai vẫn thường xuyên chụp hình chung và nhanh chóng hàn gắn. Đời tư của cặp đôi tạo ra khá nhiều thị phi, đến tháng 7 năm 2024, Lương Bằng Quang và Ngân 98 thông báo đã kết hôn.

## Album
- 2004: Return
- 2005: Cancelled Album Vol.2 (Đây là thông tinh duy nhất còn sót lại về Cancelled Album Vol.2) 
  - Trailer Cancelled Album
  - Vào tháng 11 & tháng 12/2005, Lương Bằng Quang (LBQ) dự tính sẽ phát hành liên tiếp 2 album, với Vol.2 mang chủ đề Alternative Rock & Vol.3 mang chủ đề Pop. Tuy nhiên, toàn bộ 11 bài nhạc thuộc Vol.2 cũng như một số bài của Vol.3 đã bị "leak" toàn bộ lên các forum (diễn đàn) bởi 02 người "fan ruột" (cả 02 người fan này hiện vẫn đang công tác trong lĩnh vực âm nhạc / có liên quan đến âm nhạc), vụ việc này có thể nói là một trong số những vụ "leak" nhạc hiếm hoi tại thị trường âm nhạc Việt Nam tính đến thời điểm hiện tại.
  - Đây là một sự việc rất nghiêm trọng & đáng buồn, khi một số bài hát nằm trong Vol.2 vẫn còn nằm trong giai đoạn Demo (chưa hoàn thiện 100%). Một số bài hát bị leak đã được tái phát hành lại trong những album khác hoặc phát hành riêng lẻ:
    - "Đừng giận anh nữa" - phát hành dạng single.
    - "Anh cũng nhớ em" - phát hành dạng single.
    - "Có lẽ khóe mi đã vô tình" trong Album "Touch".
    - "Chỉ chờ em nói yêu anh" trong Album tổng hợp "Không cần phải hứa đâu em".
    - "Qua từng đêm lạnh", đây là một bài hát đặc biệt trong album này, bài hát này không phải do LBQ sáng tác, mà được sáng tác & hòa âm 100% bởi Hải Seajany.
    - Những ca khúc còn lại, chúng ta vẫn có thể tìm thấy trên mạng internet, tuy nhiên, chất lượng âm thanh sẽ rất kém, và có 1 bài hát đã "biến mất" hoàn toàn trên internet - "Cá tính tình yêu".

  - Sau sự việc này, LBQ đã không phát hành bất kì một album nào trong một khoảng thời gian dài, chỉ tập trung phát hành single & đi diễn, mãi cho đến 2008, anh mới cho ra mắt Album "Touch", tuy nhiên, với một số fan thì đây là một sự thất vọng. Không còn Hải Seajany sát cánh, Album đi theo hướng R&B, Pop, theo kịp xu thế những năm đó, tuy nhiên, đã không còn những thanh âm điện tử bắt tai & mới lại như những gì mà "Return" đã mang lại nữa.
- 2008: Touch[7][30]

## Sáng tác
- Anh tin mình đã cho nhau một kỷ niệm
- Ảo giác
- Bài hát cuối
- Bay cùng tình yêu
- Chia tay chiều đông
- Chính em
- Chôn dấu một tình yêu
- Chờ
- Chờ đợi quá khứ
- Chợt thấy đêm buồn
- Chúc em ngủ ngon
- Chúc xuân tài lộc
- Có lẽ đã hết
- Con yêu của ba
- Dáng em lụa là
- Dáng người xưa
- Dáng tiên xuân ngời
- Dành cho em
- Dịu dàng đến từng phút giây
- Dối trá
- Duyên đầu năm
- Đến khi cạn lời
- Điệp khúc tuổi thơ
- Đôi chân thiên thần
- Đừng làm nỗi đau thêm dài
- Em không là duy nhất
- Giá như em đã
- Giấc mơ sắc màu
- Goodbye, my love, goodbye[31]
- Gửi chút tình xuân
- Huyền thoại mẹ
- Khi tình yêu anh khóc
- Không làm khác được
- Lắng nghe thời gian
- Lời nói từ trái tim
- Lời thì thầm của love
- Ly trà xuân
- Nắng sân trường
- Ngọt ngào
- Nhớ ai đó
- Níu kéo
- Nồi đất
- Nỗi buồn của đêm
- Nỗi đau ngự trị
- Nước mắt vô hình
- Radio
- Sợi nhớ
- Sự thật một tình yêu
- Tâm hồn sỏi đá
- Tên Sở Khanh
- Thay thế
- Tia sáng trong em
- Tiền
- Tình cờ
- Tĩnh lặng ca
- Tung bay
- Vẻ đẹp ngàn năm
- Vì sao con trai lại như vậy?
- Với anh em vẫn là cô bé
- Will you mary me?
- Xóa hết
- You make me

## Giải thưởng
| Giải thưởng                      | Hạng mục                    | Kết quả   | Ca khúc liên quan                                | Chú thích |
| -------------------------------- | --------------------------- | --------- | ------------------------------------------------ | --------- |
| Giải thưởng Làn Sóng Xanh 2004   | Nhạc sĩ được yêu thích nhất | Đoạt giải | "Đôi chân thiên thần"                            | [ 32 ]    |
| Giải thưởng Làn Sóng Xanh 2006   | Nhạc sĩ được yêu thích nhất | Đoạt giải | "Với anh em vẫn là cô bé"                        | [ 10 ]    |
| Giải thưởng Làn Sóng Xanh 2008   | Nhạc sĩ được yêu thích nhất | Đoạt giải |                                                  | [ 17 ]    |
| Giải Mai Vàng 2006               | Nhạc sĩ                     | Đề cử     | "Với anh em vẫn là cô bé"                        | [ 33 ]    |
| Bài Hát Việt 2005 (tháng 4 và 5) | Ca khúc được yêu thích nhất | Đoạt giải | "Đừng làm nỗi đau thêm dài" và "Đến khi cạn lời" | [ 34 ]    |